# Личная библиотека П. Я. Чаадаева
Личная библиотека П. Я. Чаадаева — книжное собрание известного русского мыслителя и публициста. Состав подобранных Чаадаевым и сохранённых в библиотеке изданий связан с формированием областей его общественных и научных интересов. Многочисленные владельческие маргиналии на страницах книг не только явились свидетельствами их внимательного прочтения и осмысливания, но и стали источником исследований творческой жизни философа и истории формирования его фундаментальных идей. Как выдающаяся культурная ценность, собрание хранится в фонде Научно-исследовательского отдела редких книг Российской государственной библиотеки.

## Книги в истории семьи
Семейная традиция, блестящее образование, сначала домашнее, а затем университетское, оказали влияние на пристрастие П. Я. Чаадаева к чтению и книгособирательству.
Дед его по материнской линии князь М. М. Щербатов — один из самых просвещённых людей екатерининских времён — имел обширную библиотеку, которая после смерти владельца была приобретена по воле императрицы и сохранилась в Библиотеке Эрмитажа. Немецкий этнограф И. Г. Готлиб писал: «Императорское книгохранилище получило важное приращение в 1791 году покупкою библиотеки умершего ученого князя Щербатова. Отделение российских книг содержит 1290 частей, между коими находятся многие рукописи прежнего владетеля. Отделение иностранных книг по большей части состоит из французских и немногих на других языках. Все творения суть по большей части исторические. Оное отделение содержит 7341 часть».
Отец, Я. П. Чаадаев после отставки в чине подполковника с военной службы был советником Нижегородской уголовной палаты. Интересовался литературой. В имении Чаадаевых в деревне Хрипуново Ардатовского уезда Нижегородского наместничества была семейная библиотека, которую сохранял и пополнял поселившийся там с 1834 года старший брат П. Я. Чаадаева — Михаил. Ардатовский уездный исправник П. Л. Бетлинг писал, что в 1850-е годы Михаил Чаадаев имел обширную и прекрасную по содержанию библиотеку. В журнале «Русская старина» за 1910 год (№ 10.- С. 499) было упоминание, что в 1898 году библиотека М. Я. Чаадаева была расхищена.
Я. П. Чаадаев был автором сатирической комедии «Дон Педро Прокудуранте, или Наказанный бездельник. С гишпанского на российский язык переведена в Нижнем Новгороде», опубликованной анонимно в 1794 году. В пьесе обличались злоупотребления «взяточника и плута» директора экономии казённой палаты Нижегородского наместничества Петра Ивановича Прокудина.
Автор первой фундаментальной монографии о жизни и творческом наследии философа «П. Я. Чаадаев. Жизнь и мышление» М. О. Гершензон отмечал роль блестящего домашнего воспитания в формировании его умственных и нравственных интересов. Осиротевший в 1797 году П. Я. Чаадаев рос в Москве под опекой родственников матери «в обстановке культурного аристократического гнезда в доме историка М. М. Щербатова». Среди преподавателей, дававших братьям Чаадаевым и их двоюродному брату князю И. Д. Щербатову частные уроки, были декан философского факультета Московского университета профессор П. И. Страхов, гуманитарий и библиограф профессор Иоган Буле, который в 1811 году получил должность библиотекаря при великой княгине Екатерине Павловне, профессор политических наук Х. А. Шлёцер, профессор натуральной истории Г. И. Фишер.
Уже с юных лет Чаадаев отличался не только разнообразием читательских интересов, но и стремлением искать и покупать книги для пополнения личной библиотеки, которая вскоре стала известна букинистам не только Москвы, но и Парижа — он заказывал нужные ему издания у французских типографов и книготорговцев Ф.Дидо и его сына А.-Ф. Дидо. В 1813 году её упоминал библиограф В. С. Сопиков в первом издании «Опыта российской библиографии».

## Первая библиотека

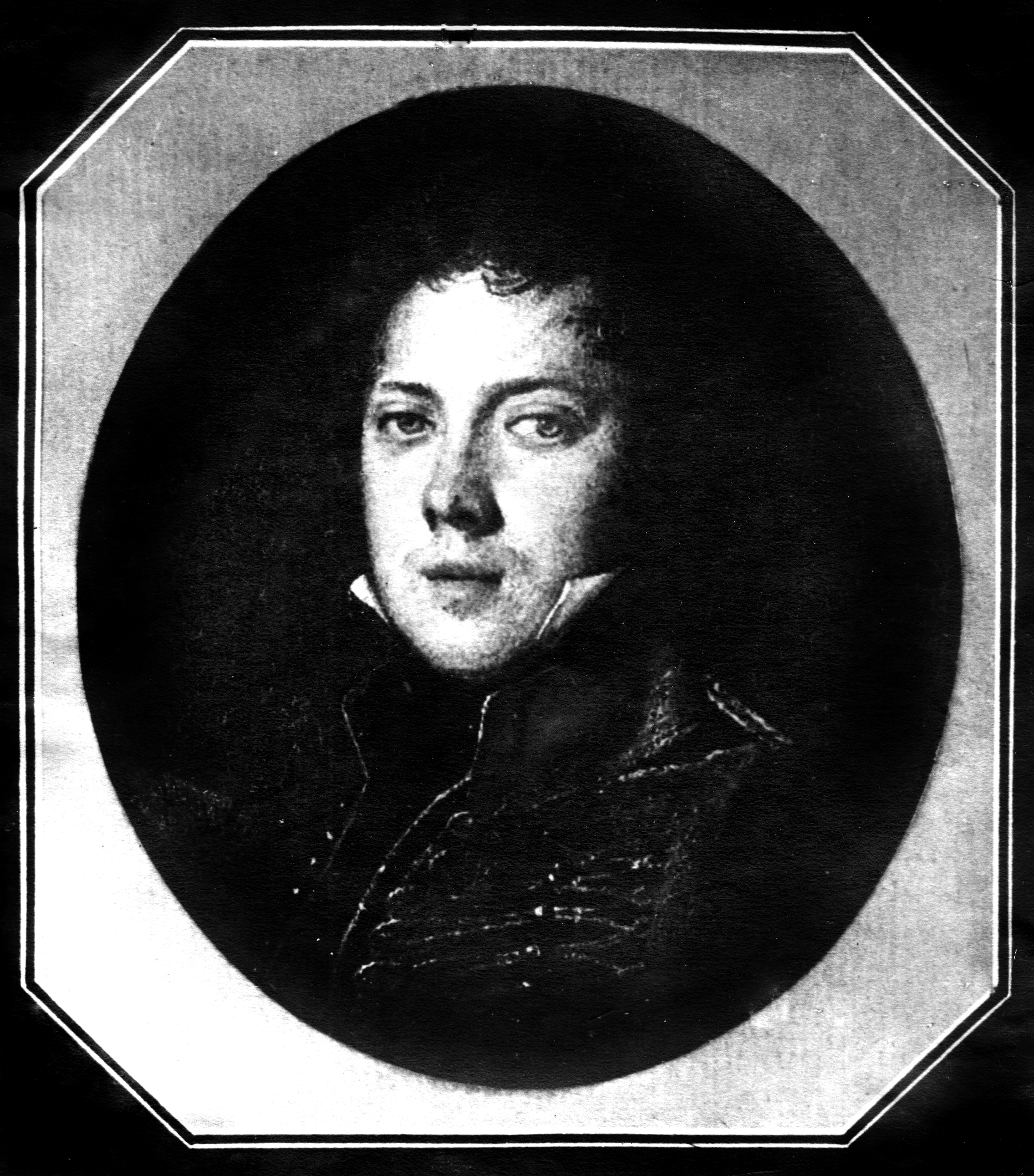
П. Я. Чаадаев
1810-е годы

Чаадаев, поступивший после окончания университета на военную службу, свободное время посвящал книгам, обращался к друзьям с просьбами присылать нужные ему издания. Его библиотека стала известной петербургскому обществу. Современники отмечали, что он рано «легкомыслие заменял исследованием». Круг чтения Чаадаева, и без того отличавшегося начитанностью, постоянно расширялся. Свободно владел французским, английским и немецким языками и мог читать в оригинале произведения древних авторов на греческом и латыни. В кругу друзей охотно делился своими соображениями о прочитанных книгах. Познакомившийся в Царском Селе с Чаадаевым А. С. Пушкин вспоминал их встречи: «…Увижу кабинет, Где ты всегда — мудрец, а иногда мечтатель, И ветреной толпы бесстрастный наблюдатель…, Поспорим, перечтем, посудим, побраним, Вольнолюбивые надежды оживим…» («Чаадаеву», 1821). Участник этих литературных бесед А. И. Сабуров писал о влиянии Чаадаева на поэта, что «он заставлял его мыслить». В 1829 году Чаадаев послал Пушкину сочинение французского писателя Ф. Ансильона «Размышления о человеке, его отношениях и интересах» (фр. Pensées sur l’homme, ses rapports et ses intérêts. Par Frédéric Ancillon. Berlin. 1829), отметив в письме, что «так как в ней всего понемножку, то, быть может, она пробудит в вас несколько хороших мыслей».
Е. Н. Орлова, дочь генерала Н. Н. Раевского и жена декабриста М. Ф. Орлова, говорила, что, наряду с высокой репутацией и умом, обладание Чаадаевым значительной библиотекой делали его, «самым заметным и блистательным из молодых людей в Петербурге».
Решение Чаадаева уйти в отставку определило и судьбу его первой библиотеки. Собираясь уезжать в Европу, он расстался со своим книжным собранием. Большая часть книг была продана князю Ф. П. Шаховскому, который в 1823 году увёз их в имение жены Натальи Дмитриевны (урождённой Щербатовой) в село Ореховец Ардатовского уезда Нижегородской губернии. В составленном в 1824 году описании ореховецкой библиотеки были перечислены (по разным источникам) от 1026 до 1500 изданий без отметок об их происхождении. Следы книг из библиотеки Ф. П. Шаховского, перевезённых позднее его старшим сыном в семейное имение Шаховских Верзилове в Серпуховском уезде Московской губернии, были утеряны в конце XIX века.
Исследователи, пытавшиеся восстановить круг чтения молодого Чаадаева по его переписке того периода, воспоминаниям и заметкам современников, предполагали, что в составе его первой библиотеки могли быть произведения:

Бейля, Бюффона, Вольтера, Гельвеция, Даламбера, Кондильяка, Кондорсе, Ларошфуко, Леметри, Мабли, Мальбранша, Монпертюи, Монтеня, Монтескье, Руссо, Фенелона (на французском языке);

Бэкона, Гоббса, Локка, Юма (на английском языке);

Канта, Лейбница, Фихте (на немецком языке).
В книжном собрании Чаадаева уже тогда были настоящие библиографические сокровища, в том числе, впервые изданная на славянском языке «Книга деяния и послания апостольские, зовемая Апостол». Книга была напечатана в 1525 году в виленской типографии Франциском Скориной в собственном переводе с латинского текста (Вульгаты) и расписанием чтений по православному календарю. Российские библиографы старопечатных книг относили это издание к «редчайшему». В. С. Сопиков писал, что к 1813 году ему были известны в России «только два экземпляра сего весьма редкого издания: один находится в библиотеке бывшего г. профессора Московского университета Ф. Г. Баузе, а другой — в библиотеке П. Я. Чаадаева». В 1825 году историк и этнограф П. И. Кёппен в своём журнале «Библиографические листы» высказал предположение, что появившийся к тому времени у графа Ф. А. Толстого, тоже собиравшего старопечатные книги, «хорошо сбережённый» экземпляр «Апостола» был одним из уже описанных Сопиковым. По предположению современных библиографов, этот экземпляр мог попасть к Толстому только из библиотеки Чаадаева, так как книжное собрание Баузе погибло в пожаре Москвы в 1812 году.

## Вторая библиотека

### Формирование
Начало новому книжному собранию Чаадаев положил во время поездки по европейским странам в 1823—1826 годах. Многие книги он приобрёл в Лондоне, Париже и Дрездене. Биограф Чаадаева Б. Н. Тарасов писал, что именно в Англии Чаадаев «стал практически закладывать основу своей второй библиотеки». Привычка не ограничивать себя и легко тратить унаследованные деньги иногда подводила его. Весной 1824 года он писал М. Я. Чаадаеву, что только в Париже «книг купил на 1500 франков». Но уже 22 июля 1824 года он жаловался брату, что в ожидании присылки денег, «не имея здесь ни одной приятельской души, не мог занять и прожил сам не знаю как» и даже продал часть книг.
21 июля 1826 года наместник Царства Польского великий князь Константин Павлович сообщил Николаю I, что у возвращавшегося из-за границы через Варшаву в Москву Чаадаева при досмотре в Бресте Литовском нашли разные бумаги и «непозволенные книги». Перечень книг был приложен к рапорту. Задержанного в связи с подозрением возможной связи его «с действовавшими членами злоумышленников», Чаадаева допросили, в том числе и по поводу содержания ввозимых в Россию запрещённых книг.
Литературное наследство, 1935. - Т. 19—21. – С. 16-32   //Шаховской Д. И. П. Я. Чаадаев на пути в Россию в 1826 году

... [Вопрос] 11-й. Большая часть книг ваших касается Религий. Какие причины побуждают вас заниматься более этой частью наук, как другими?

[Ответ] Из давнего времени, прежде выезда за границу, занимался я христианскою литературою, не имея при том никакого другого вида как умножение познаний своих насчёт религии и укрепления своего в вере христианской. В России имею значительное собрание книг по сей части; в бытность свою в Дрездене старался увеличить сколько мог оное собрание.

[Вопрос] 12-й. Между прочим имеются у вас книги, которые в России запрещены, почему вы оные везли с собою возвращаясь в Россию?

[Ответ] Какие именно сочинения запрещено ввозить в Россию, мне неизвестно. Живши же в России часто выписывал книги из чужих край и с дозволения цензуры, объявив, что для собственного употребления выписываю книги, обыкновенно получал все без изъятия, кроме тех, в которых содержались личные клеветы насчёт царской фамилии. В сих же книгах полагаю ничего такого не находится, но так как всех их ещё не прочёл, то убедительно сказать не могу...
После почти полуторамесячного фактического задержания Чаадаеву, по указанию императора давшему подписку о непринадлежности к тайным обществам, было разрешено возвратиться в Россию с тем, чтобы московский генерал-губернатор установил над ним «бдительнейший надзор» и арестовал, если «малейше окажется он подозрительным».

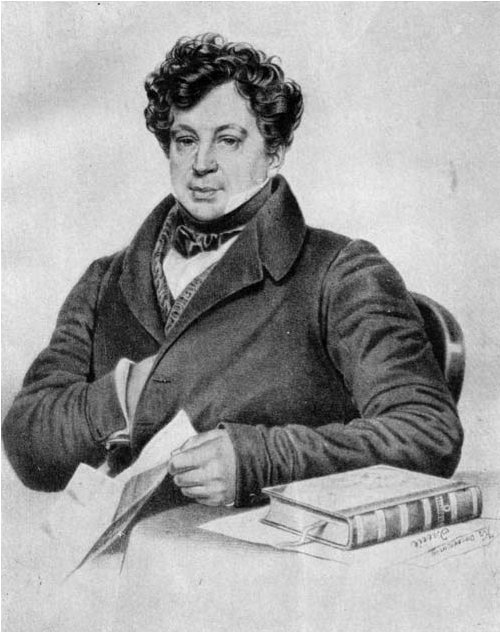
Портрет А. И. Тургенева
К. Брюлов (1833)

После возвращения в Россию до конца 1830-х годов продолжал активно собирать свою библиотеку, прибегая и к помощи знакомых и друзей. Его переписка содержала упоминания о купленных и присланных книгах и рекомендации адресатам обратить внимание на отмеченные им новые издания. В числе самых регулярных добровольных помощников был А. И. Тургенев, которого П. Я. Чаадаев за ежегодные странствия по Европе именовал в переписке с друзьями «Aschaverus» — Агасфер" и портрет которого, как знак их постоянной дружбы, висел в кабинете-библиотеке басманного философа с надписью-девизом «Без боязни обличаху». Следивший за границей за свежими научными публикациями, Тургенев привозил и присылал Чаадаеву книги, статьи и выписки из них. В начале 1837 года Чаадаев, находившийся под полицейским надзором, объявленный «сумасшедшим» и ставивший под письмом вместо фамилии подпись «Безумный», просил А. И. Тургенева привозить не только нужные ему издания, «которые здесь нельзя найти», но и «побольше французских и немецких каталогов». В отличие от первого книжного собрания, отражавшего изначальные просветительские запросы Чаадаева, во второй библиотеке значительная часть изданий была связана с его сформировавшимися историко-философскими и религиозными интересами.
Не имевший собственного дома Чаадаев несколько лет жил под Москвой в имении его тётки А. М. Щербатовой в селе Алексеевское Дмитровского уезда. 6 июля 1829 года С. П. Жихарев писал о нём А. И. Тургеневу: «Сидит один взаперти, читая и толкуя по-своему Библию и отцов церкви».
В начале 1830-х годов поселился в Москве во флигеле городского дома своих друзей Левашовых на Новой Басманной улице, в одной из трёх комнат которого ему был устроен кабинет с библиотекой. Практически не покидая его, вёл замкнутый образ жизни, «предавшись чтению и писанию». Публикатор «Философических писем» Д. И. Шаховской писал, что чтение книг сыграло бо́льшую роль в формировании его философского мировоззрения, чем университетские курсы.

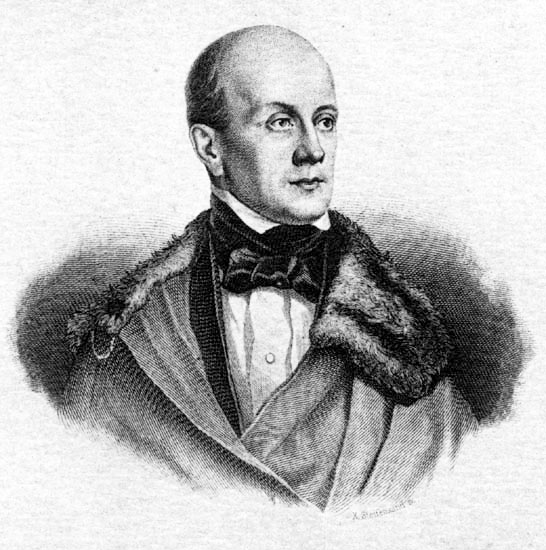
П. Я. Чаадаев
1840-е годы

Известна картина художника К. П. Бодри, написанная в конце 1840-х годов, на которой Чаадаев изображён среди книг в своём кабинете. Снимки этой картины М. И. Жихарев дарил на память друзьям философа-затворника. Один из них хранится в деревне Мураново в усадьбе поэта Ф. И. Тютчева. Фотография напоминала Тютчеву его посещения скромного жилища Чаадаева, говорившего о своём флигеле, что «весь он только одним духом держится». В 1840-е годы после смерти хозяйки дома Е. Г. Левашовой Чаадаев, до того дружески поддерживаемый ею, волновался, что ему придётся оставить свой флигель и переехать к родственникам или ещё к кому-либо из друзей. В 1842 году он писал E. A. Свербеевой о своём отказе принять предложение «доброй тётушки» А. М. Щербаковой опять переехать в её деревенское имение в виду, «помимо всего прочего, отсутствия места в доме для целой половины моих книг! ».
Постоянно нуждавшийся в деньгах, Чаадаев часто обращался к друзьям и знакомым с просьбами о займах и в 1852 году даже собирался продавать библиотеку. Тем не менее, несмотря на смену собственников дома на Новой Басманной, Чаадаев до самой кончины работал с книгами в своём кабинете.

### Судьба книжного собрания
За несколько лет до смерти П. Я. Чаадаев написал, что библиотека — «лучшая часть» его наследства. В соответствии с завещанием книги были оставлены М. И. Жихареву, который перевёз их в свое имение в село Варварино Шапкинской волости Борисоглебского уезда Тамбовской губернии. В 1866 году он решил подарить библиотеку, «приумноженную ещё двумя значительными собраниями книг», Румянцевскому музею. 4 ноября 1866 года Жихарев написал М. Я. Чаадаеву, что уже передал туда первые 1645 томов. В отчёте Румянцевского публичного музея за 1866 год указывалось, что большую часть из пожертвованных 3000 томов составляла «замечательная в своём роде библиотека покойного П. Я. Чаадаева, заключающая в себе, кроме многих повременных изданий, довольно большой и оригинальный выбор книг по части философии, истории, богословских и политических сведений и, наконец, по части беллетристики».

### Каталогизация
Однако, подаренная «замечательная» библиотека долгие годы оставалась без должного описания и частично была разрознена. Только в 1932 году была составлена предварительная картотека остававшихся в наличии книг. Для определения их принадлежности к составу подлинной библиотеки Чаадаева составители картотеки руководствовались:

— наличием его отметок с датой и местом приобретения;

— наличием его записей и пометок;

— наличием экслибрисов;

— наличием дарственных автографов;

— упоминаниями в переписке и других источниках фактов присылке ему книг;

— отличительными признаками владельческих переплётов.
В 1980 году был опубликован каталог выявленных в фондах Государственной библиотеки СССР им. В. И. Ленина 676 изданий, входивших в книжное собрание Чаадаева. Второе исправленное и дополненное издание каталога вышло в 2000 году.
В новом каталоге в алфавитном порядке указаны уже 698 изданий на русском (№ 1-85) и иностранных (№ 86-698) языках. Отдельно приведён список книг, предположительно принадлежавших Чаадаеву (21 наименование).
С учётом многотомных изданий в библиотеке насчитывается около 1350 томов. В основных разделах представлены книги — религиозной и философской тематики (35 %), исторические труды (15 %), беллетристика (17 %). В библиотеке были пять различных изданий Библии и два Новых Завета (№ 134—140), в том числе карманное издание Евангелия на французском языке (№ 136), которым Чаадаев пользовался в поездке по Европе с его пометкой «Париж 1824». Тщательно были подобраны труды философов разных школ. Среди них были сочинения Платона (№ 545—550), Цицерона (№ 190), работы классиков немецкой философии Канта (№ 386—388), Фихте (№ 266—270) и Шеллинга (№ 603—604), Гердера (№ 333—335) английского материалиста Ф. Бэкона (№ 106) и шеститомное собрание сочинений основателя шотландской школы английской философии второй половины XVIII века Т. Рида (№ 571), энциклопедиста Дидро (№ 228) и писателей Монтеня (№ 486) и Руссо (№ 587), философа Вольтера (№ 673), социолога Токвиля (№ 654), рационалиста Спинозы (№ 625—627) и других авторов.
К числу сохранившихся в библиотеке многотомных изданий относятся собрание сочинений Д. И. Фонвизина в 4 частях (№ 75), собрание сочинений натуралиста Бюффона (№ 159) и собрание драматических произведений Гёте (№ 306) — каждое в 12 томах на языках оригиналов.
Самая старая книга в библиотеке Чаадаева — «Мемуары» Филиппа де Коммина, Брюссель, 1714 (№ 202) (фр. Memoires de Philippe de Comines, Bruxelles, 1714).
Известны истории некоторых книг, отсутствующих ныне в фонде РГБ. В личной библиотеке А. С. Пушкина под № 540 по её каталогу сохранился двухтомник французского писателя Ф. Ансильона, принадлежавший ранее Чаадаеву.
В 1960 году экземпляр первого издания «Бориса Годунова» с автографом А. С. Пушкина на французском языке был передан из РГБ в Пушкинский дом, в котором сосредоточено рукописное наследие поэта.
Пушкин А. С. Полное собрание сочинений: В 10 т. — Т. 10 — М.: Изд. АН СССР, 1958. — С. 328, 711, 830

2 января 1831 г. В Москве.
 Вот, друг мой, мое любимое сочинение. Вы прочтете его, так как оно написано мною, - и скажете свое мнение о нем. Покамест обнимаю вас и поздравляю с новым годом.
Из переданных Чаадаеву издателем Н. И. Надеждиным 25 книжек выпуска журнала Телескоп (т. XXXV, 1836. — № 15) с единственным прижизненным изданием его произведения — «Философического письма» — в библиотеке не сохранилось ни одной. Все экземпляры разошлись по знакомым или были изъяты в ходе обыска в его доме в 1836 году.
В 2015 году академик В. В. Иванов передал РГБ книгу архимандрита Иоанна Раича «История славянских народов» (СПб., 1795), которая предположительно была в первой библиотеке Чаадаева.

### Маргиналии
Отличительной особенностью личной библиотеки Чаадаева, помимо уникального её состава, является большое количество владельческих маргиналий, оставленных им на страницах прочитанных книгах и являющихся неотъемлемой составной частью его наследия, Записи и пометки содержат богатый материал для изучения фактов его жизни, интересов и процесса творчества и содержат фрагменты «Философических писем», афоризмы, рассуждения и мнения по поводу прочитанного, заметки биографического характера, реакции на текущие политические события, даты и другие сведения. Большинство заметок относится к 1826—1829 годам — времени активной работы над «Философическими письмами», целые отрывки из которых находятся на книгах «Истории» Тита Ливия (№ 434), 7-м томе сочинений Бюффона (№ 159), на книге «О Германии» мадам де Сталь и некоторых других. Иногда на полях страниц Чаадаев проставлял даты, что позволило восстановить хронологию создания его основного произведения.
Свидетельством внимательности чтения Чаадаевым книг своей библиотеки служит разработанная им система специальных знаков, которыми, кроме подчёркивания, он выделял привлёкшие его внимание строки текста — одиночные и двойные чёрточки, простые и фигурные скобки, различные варианты и сочетания крестиков, звёздочек, кружков и другие. Большая часть сопроводительных комментариев и заметок написана на французском языке, но встречаются записи на русском, немецком, английском, итальянском и латыни.

### Книги-тайники
Находившийся под пристальным вниманием полицейских и цензурных властей и фактически лишённый возможности публиковаться — медицинский надзор за «безумным» был снят с условием, чтобы он «не смел ничего писать», Чаадаев иногда использовал книги личной библиотеки для сохранения от чужих глаз некоторых своих рукописей.
Одна из них под названием «Несколько слов о Польском вопросе» была найдена в многотомном сочинении Сисмонди «История французов» (фр. Histoire des français par J. C. L. Simonde de Sismondi, Paris. – 1821-1844) (№ 623). Его обращение к этой теме было связано с неоднозначному отношению в обществе к опубликованным в сентябре 1831 года патриотическим стихотворениям А. С. Пушкина «Клеветникам России» и «Бородинская годовщина», которые некоторые либералы в окружении поэта восприняли как поддержку подавления царём борьбы за независимость Польши. Вопреки мнению их общих друзей П. А. Вяземского и А. И. Тургенева, признанный западник Чаадаев увидел в моральной поддержке восстания французскими парламентариями, возмутившее Пушкина проявление извечного противодействия со стороны западных стран интересам России. 18 сентября 1831 года по поводу только что прочитанных стихотворений он писал поэту: «Не могу выразить вам того удовлетворения, которое вы заставили меня испытать. Мы поговорим об этом другой раз и подробно. Я не знаю понимаете ли вы меня, как следует? Стихотворение к врагам России в особенности изумительно… Не все держатся здесь моего взгляда, это вы, вероятно, и сами подозреваете; но пусть их говорят, а мы пойдём вперёд…». Написанный по-французски на четырёх листах почтовой бумаги конспект невысказанных в письме Пушкину мыслей о том, «как представляется этот вопрос беспристрастному и хорошо осведомленному уму» Чаадаева, был обнаружен О. Г. Шереметевой много лет спустя вклеенным между страницами 112 и 113 пятого тома сочинения Сисмонди.
Собственноручный текст обращения к крестьянам, приписываемый Чаадаеву как отклик на революционные события 1848 года во Франции, был обнаружен спрятанным в двухтомнике Гарсен-де-Тасси «История индусов и индуистской литературы» (фр. Histoire de la littérature Hindoui et Hindoustani, Paris. – 1839) (№ 286) .
«Братья любезные, братья горемычные, люди русские, православные, дошла ли до вас весточка, весточка громогласная, что народы вступили, народы крестьянские взволновались, всколебались, аки волны океана-моря, моря синего! Дошел ли до вас слух из земель далеких, что братья ваши, разных племен, на своих царей-государей поднялись все, восстали все до одного человека! Не хотим, говорят, своих царей, государей, не хотим их слушаться. Долго они нас угнетали, порабощали, часто горькую чашу испить заставляли. Не хотим царя другого, окромя царя небесного».

## В мире библиофилов
Историк-библиограф Л. М. Равич называла Москву второй трети XIX века библиофильской столицей России. Чаадаев был близко знаком, встречался и переписывался с известными москвичами-собирателями, которых, в свою очередь, привлекали его эрудиция и изысканный подбор религиозно-философской литературы книжного собрания. Чаадаев и его библиотека стали своего рода московской достопримечательностью. Даже в сатирической поэме Е. П. Ростопчиной «Дом сумасшедших в Москве в 1858 году» среди центральных персонажей общественной и литературной жизни были упомянуты известные, «как Чаадаев наш покойный», библиофилы М. Н. Лонгинов, С. Д. Полторацкий, С. А. Соболевский.
Сразу по возвращении из Европы 10 сентября 1826 года он присутствовал на первом чтении Пушкиным «Бориса Годунова» в доме друга поэта владельца крупной библиотеки С. А. Соболевского.
В 1827 году в книжной лавке А. П. Ширяева познакомился с собирателем старинных печатных книг, рукописей и других древностей М. П. Погодиным, коллекция которого в 1852 году была приобретена Николаем I. Понимавший ценность этого «древлехранилища», Чаадаев искренне был рад, что Погодину удалось передать его «в вечное потомственное владение науки».
В 1840-х годах он сблизился с библиофилом С. Д. Полторацким. В 1850 году Чаадаев предлагал Полторацкому, который часто поддерживал его материально, взять под залог одалживаемых денег его библиотеку: «После инспекции вы, думаю, убедитесь, что её ценность превышает стоимость моего долга. Но нужно, чтобы вы потрудились незамедлительно явиться и наложить печать на шкафы, ибо у меня нет каталога».
Незадолго до смерти Чаадаев познакомился с библиографом и историком литературы
М. Н. Лонгиновым, благодаря которому он смог, наконец, увидеть и прочесть книгу своего отца. Лонгинов обнаружил сохранившийся экземпляр комедии «Дон Педро Прокодуранте» в купленном случайно конволюте. 18 апреля 1856 года, уже после смерти Чаадаева, Лонгинов написал Полторацкому, что «покойник очень хотел, чтобы „Дон Педро Прокодуранте“ его отца был помещён скорее в моих записках». Заметка об этой книге была опубликована в библиографическом разделе журнала «Современник» (1856, № 7). В этом же номере был напечатан написанный Лонгиновым некролог о смерти Чаадаева. Лонгинов и Соболевский были последними из друзей, говорившими с Чаадаевым в день его смерти. 24 апреля 1856 года Полторацкий в письме Лонгинову откликнулся на известие о смерти Чаадаева: «Мы без него осиротели в Москве».
Автор вступительной статьи к каталогу личной библиотеки П. Я. Чаадаева В. В. Сапов писал: «Чаадаев умер. Но душа его переселилась в книги его библиотеки. И эти книги дарят нам уникальную возможность пережить счастье личного общения с Петром Яковлевичем Чаадаевым»
Книжное собрание П. Я. Чаадаева включено в реестр книжных памятников РФ.
Характеристики книжного собрания

Условное название: Коллекция П. Я. Чаадаева. 

Тип коллекции: личная (владельческая). 

Уровень коллекции: федеральный. 

Краткие сведения о владельце: Чаадаев Петр Яковлевич (1794–1856). Философ, публицист, участник Отечественной войны 1812 г. и заграничных походов 1813—1814 гг. В 1819–21 гг. — член «Союза благоденствия» и «Северного общества» декабристов.

Объем коллекции: более 1300 экз.

Хронологические границы: XVIII — середина XIX в.

Виды изданий: книги.

Тематика: универсальная.

Языковая характеристика: на русском и иностранных европейских языках (английском, греческом, итальянском, латинском, французском).

Дополнительные сведения о коллекции: наиболее полные по составу разделы: философия, история, религия (до 50% объема собрания), практические руководства; издания на французском языке составляют до 60% объема коллекции.

Владельческие признаки: экслибрис (два вида) на русском и французском языках — прямоугольный ярлык с фамильным гербом Чаадаева; дарственные надписи А. И. Герцена, Т. Н. Грановского, А. Ф. Вельтмана, С. П. Шевырева и др.; многочисленные записи, пометы П. Я. Чаадаева.

Местонахождение: Российская государственная библиотека (ЦОФ).

Время поступления в учреждение: 1866 г.

Источник поступления: передана родственником и биографом Чаадаева М. И. Жихаревым в составе собственной коллекции.

Примечание: Каталог библиотеки П. Я. Чаадаева / Сост.: В. С. Гречанинова и др. — М.: РГБ, 1980. — 139 с.; в 2000 г. вышло 2-е издание каталога, исправленное и дополненное.
В марте 2013 года в рамках Второй международной конференции библиофилов в Доме Пашкова среди выставленных книг из ценных собраний фондов Российской государственной библиотеки были представлены и книги из личной библиотеки П. Я. Чаадаева.
Принятая в 2014 году Министерством культуры РФ программа по сохранению значимых книжных памятников, изданных до 1831 года, предполагает и оцифровку книг с маргиналиями из собрания Чаадаева.

## Комментарии
1. ↑  Это редкое издание «Апостола» оказалось последним в перечне напечатанных Скориной книг.
2. ↑  Б. Н. Тарасов писал, что собиратель старопечатных книг, профессор кафедры права Ф. Г. Баузе был одним из любимых преподавателей Чаадаева.
3. ↑  Портрет А. И. Тургенева был изъят из кабинета П. Я. Чаадаева в ходе обыска в 1836 году.
4. ↑  Поэт Ф. Н. Глинка ответил на подарок стихотворением «К фотографии кабинета Чаадаева,
полученной от М. Жихарева»
5. ↑  В 1830—1840 годах Чаадаев бывал среди участников литературного салона семьи Д. Н. и Е. А. Свербеевых
6. ↑  Ныне село Варварино — Мучкапский район, Тамбовская область.
7. ↑  Вместе с библиотекой М. И. Жихарев передал в Румянцевский музей подлинник картины К. П. Бодри «Кабинет П. Я. Чаадаева».
8. ↑  Вяч. Вс. Иванов предполагал, что часть книг из библиотеки Чаадаева «Международная книга» могла продать заграницу в 1930-х годах – Иванов Вяч. Вс. Откуда черпал образы Пушкин-футуролог и историк? // Новые безделки: Сборник к 60-летию В. Э. Вацуро – М.: НЛО, 1996 – 496 с. – С. 415-420 ISBN 5-0869-6365
9. ↑  Чаадаев как-то в разговоре с Е. П. Ростопчиной на высказанное ею по-французски мнение о «Записках охотника» И. С. Тургенва заявил: «Потрудитесь перевести фразу по-русски, так как мы говорим о русской книге».